# Granatenwerfer 16

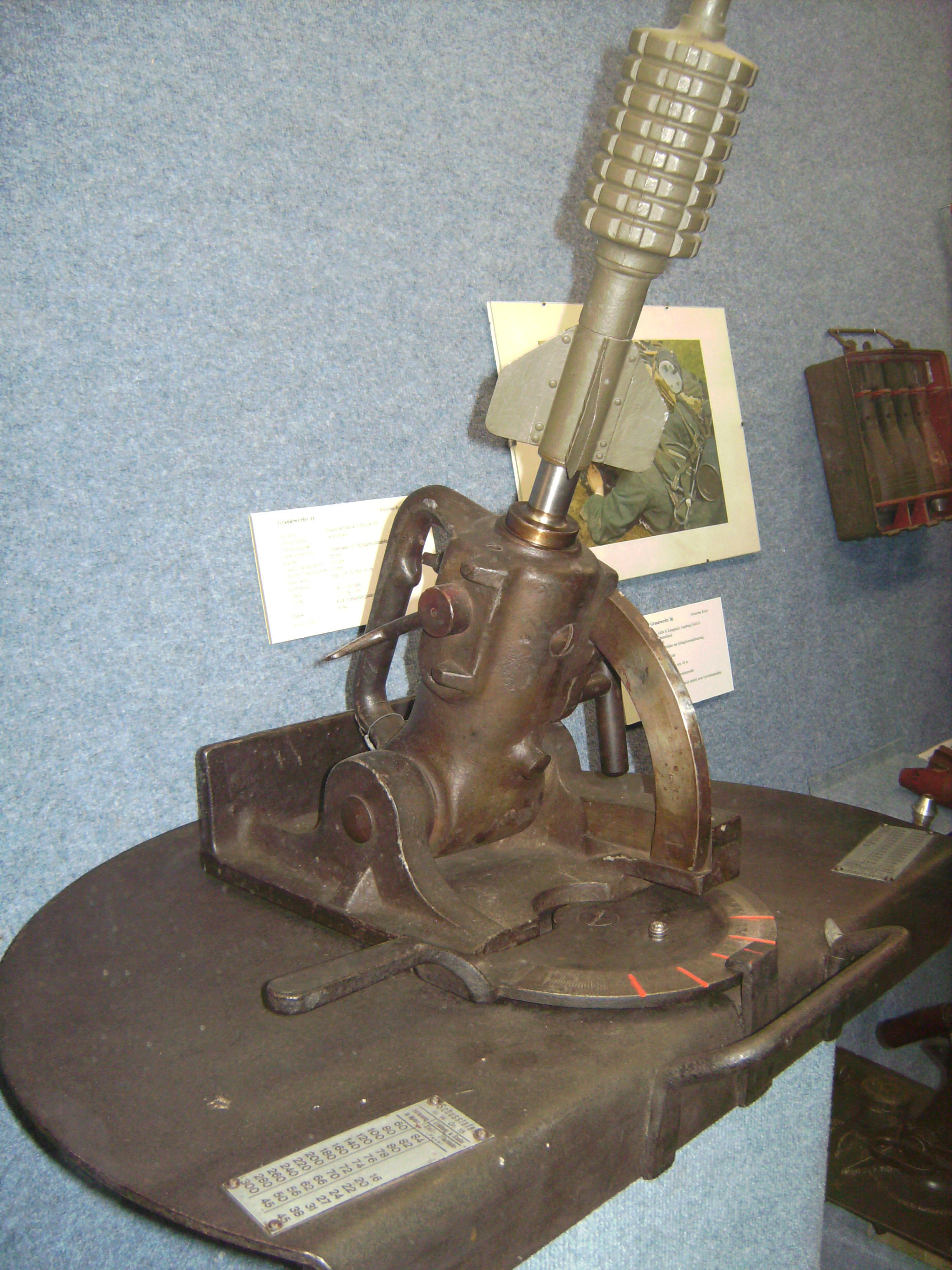
Un Granatenwerfer 16 dans un musée polonais.

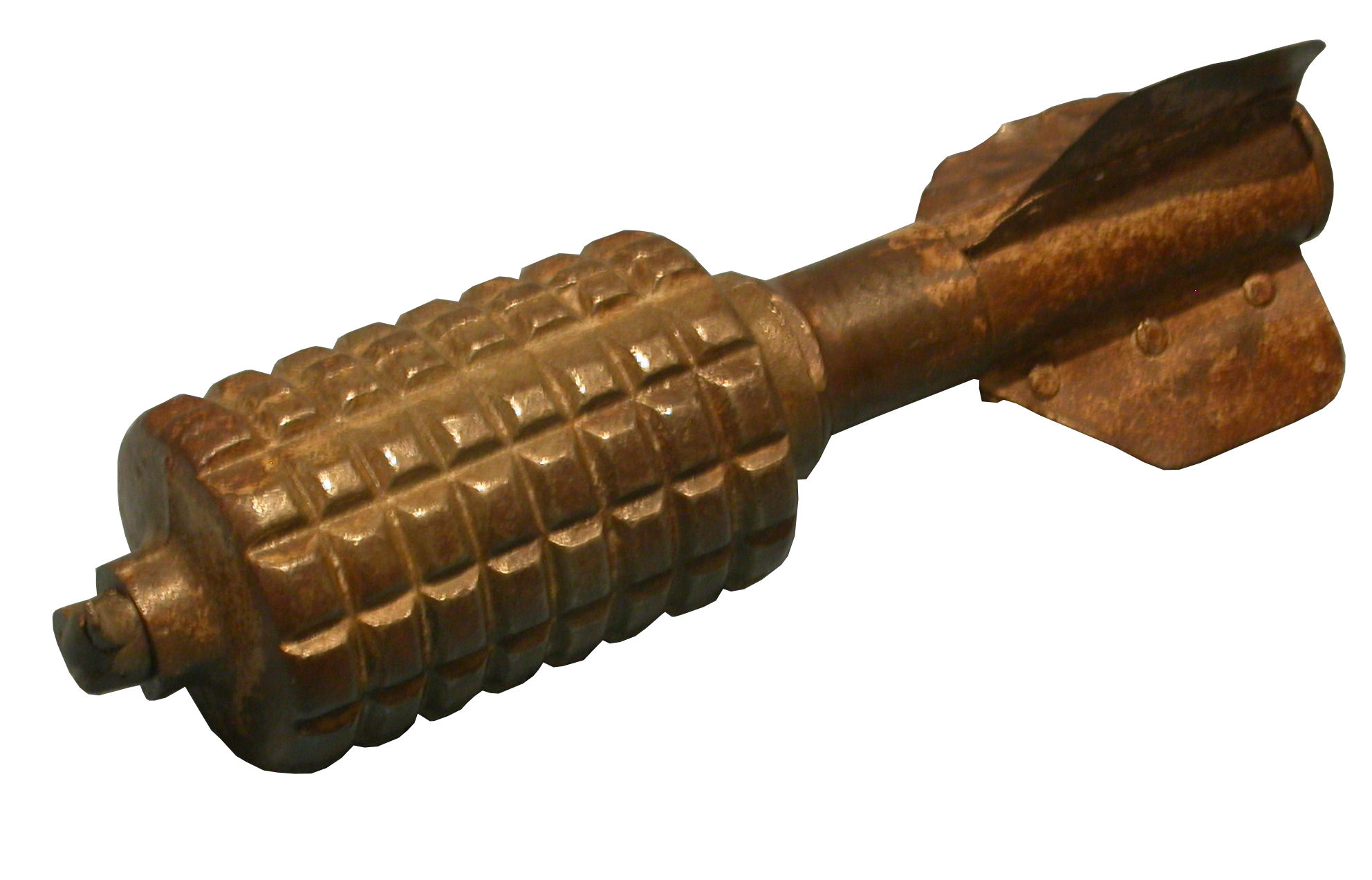
Une Wurfgranate type 16, munition tirée par un Granatenwerfer 16.

Le Granatenwerfer 16 est un mortier allemand mis au point pendant la Première Guerre mondiale. Le mortier tirait des grenades à empennage Wurfgranaten modèles 15 et 16.
Il est employé par les forces armées allemandes, comme le relate Ernst Jünger dans ses Orages d'acier ; ce mortier était surnommé Priester (« prêtre », l'historie racontant que l'engin a été mis au point par un prêtre hongrois), ou encore Taube (« colombe »), et Pigeon ou Tourterelle par les Français, par association d'idée avec le bruit que faisait la chute des projectiles.
Pendant les années 1920, ce mortier était encore en service au sein de l'armée polonaise (pl).

## Données techniques
- Poids de l'arme : 40 kg
- Poids de la grenade : 1,85 kg
- Angle de tir : entre 10° et 90°
- Portée : entre 50 et 300 m